# ميسلاف أورسيتش
ميسلاف اورسيتش (بالكرواتية: Mislav Oršić) هو لاعب كرة قدم كرواتي ولد سنة 1992 ويلعب في مركز الهجوم مع نادي دينامو زغرب ومع منتخب كرواتيا لكرة القدم.

## مسيرته الكروية
مثل عدد من أندية كوريا الجنوبية والصين قبل الانتقال إلى نادي دينامو زغرب في صيف عام 2018 ومثل عدد من فئات كرواتيا العمرية.

## الحياة الشخصية
أورسيتش متزوج من سوزانا كراجينوفيتش، ولديه منها ولدان. وشمَ اسم سوزانا على ذراعه اليمنى، ويقبّلها إهداءً لها كلما سجل هدفًا.

## وصلات خارجية
- ميسلاف أورسيتش على موقع الاتحاد الدولي (مؤرشف)  (الإنجليزية)
- ميسلاف أورسيتش على موقع الاتحاد الأوربي (الإنجليزية)
- ميسلاف أورسيتش على موقع اتحاد كرواتيا (الكرواتية)
- ميسلاف أورسيتش على موقع اتحاد تركيا (لاعب) (الإنجليزية)
- ميسلاف أورسيتش على موقع دوري كوريا الجنوبية (الإنجليزية)
- ميسلاف أورسيتش على موقع إي إس بي إن إف سي (الإنجليزية)
- ميسلاف أورسيتش على موقع قاعدة بيانات كرة القدم.إي يو (الإنجليزية)
- ميسلاف أورسيتش على موقع بيانات كرة القدم. دي إي (الألمانية)
- ميسلاف أورسيتش على موقع ناشيونال فوتبول تيمز (الإنجليزية)
- ميسلاف أورسيتش على موقع Soccerbase.com (لاعب) (الإنجليزية)